# Ludwig Reiners

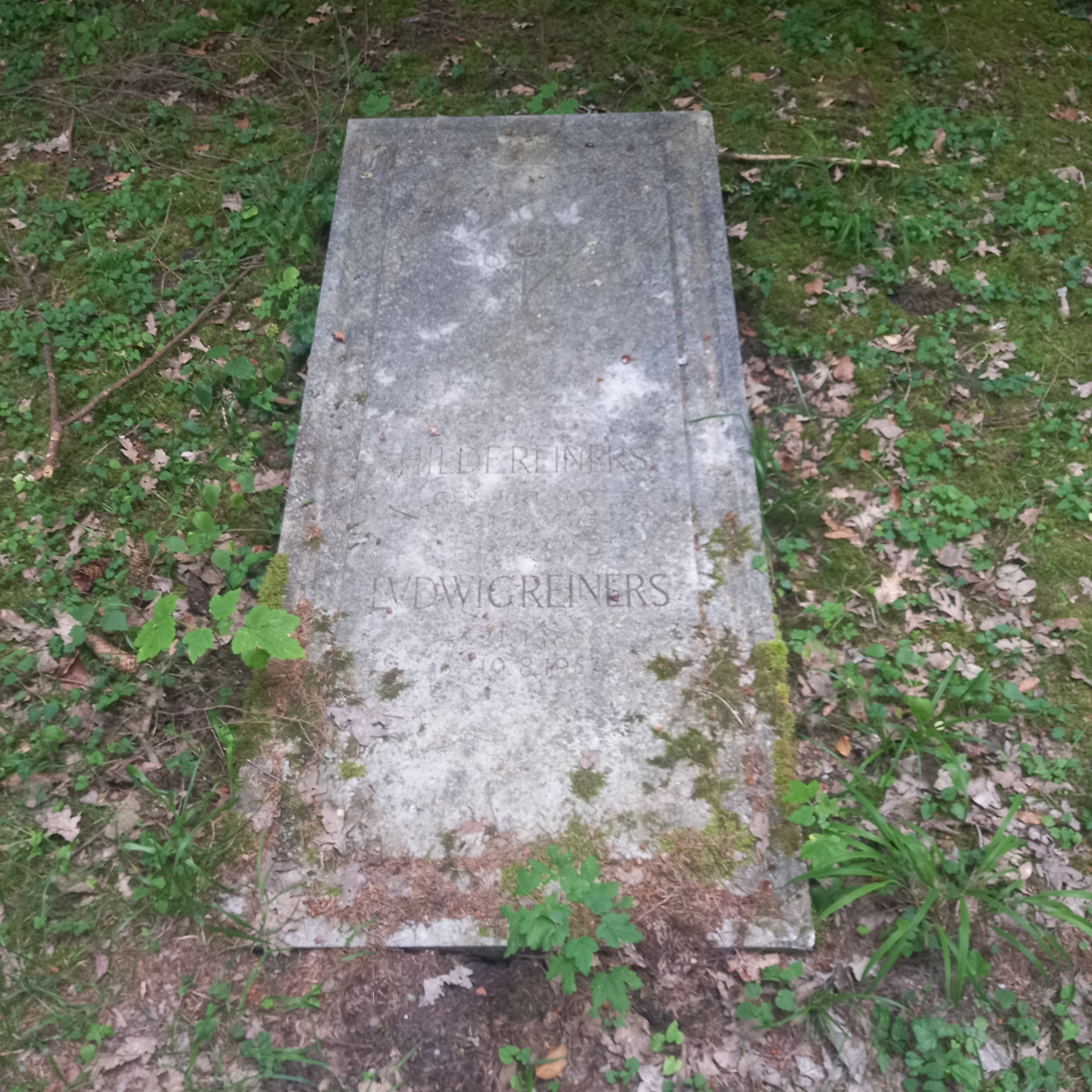
Das Grab von Ludwig Reiners und seiner Ehefrau Hilde auf dem Waldfriedhof (München)

Ludwig Reiners (* 21. Januar 1896 in Ratibor; † 10. August 1957 in München) war ein deutscher Kaufmann und Schriftsteller.

## Leben
Reiners war der Sohn eines Zigarrenfabrikanten. Auf dem Gymnasium in Ratibor legte er 1914 sein Abitur ab und nahm danach als Soldat am Ersten Weltkrieg teil. Nach Kriegsende studierte er an den Universitäten in Breslau und München Rechtswissenschaft und Volkswirtschaftslehre. 1920 wurde er in Würzburg mit einer Arbeit über die wirtschaftlichen Maßnahmen der Münchner Räterepublik promoviert und durfte fortan die akademischen Titel Dr. jur. Dr. rer. pol. führen.
1921 begann Reiners in der Stellung des Börsenvertreters der Deutschen Bank eine Laufbahn als Kaufmann und wurde später Direktionsassistent in der Schwerindustrie bei den Deutschen Werken sowie Holzhändler auf dem Balkan als Prokurist eines Schweizer Holzkonzerns. 1939 beschäftigte er den jungen Ducci Mesirca, den späteren Geschäftsführer von Schloss Elmau. Zuletzt war er über 25 Jahre – auch während des Zweiten Weltkrieges, aber unterbrochen durch eine Zeit als Landarbeiter nach der Kapitulation 1945 – Verkaufsdirektor der Münchner Garnfabrik Richard Jung. 1957 starb er nach kurzer schwerer Krankheit.
Reiners wuchs gleichermaßen im Bannkreis Preußens wie der österreichisch-ungarischen Monarchie und ihrer Atmosphäre auf, die er in seiner Darstellung über Vorgeschichte und Verlauf des Ersten Weltkrieges In Europa gehen die Lichter aus schildert.
Zum 1. Mai 1933 trat Reiners der NSDAP bei (Mitgliedsnummer 1.725.612).
In der Zeit der Weltwirtschaftskrise begann er, wirtschaftswissenschaftliche Lehrbücher und Einzeluntersuchungen zu veröffentlichen (Die wirkliche Wirtschaft, eine Einführung in die Volkswirtschaftslehre in Frage und Antwort, 1930). Daran schlossen sich Bücher über innerliche Fragen, die deutsche Literatur und die Geschichte Englands und Deutschlands.
Nach dem Krieg brachte Reiners schnell nacheinander den größten Teil seiner Bücher auf den Markt. Ferner schrieb er für den Stilduden ein Vorwort.
Mit seiner ersten Frau Lotte hatte er einen Sohn und eine Tochter. Er war mit ihr bis zu ihrem Tod 1947 verheiratet. 1951 heiratete er die 26-jährige Malerin Hilde Wielandt, die beiden hatten drei Söhne.

## DieStilkunst
1943 erschien Reiners’ Buch Deutsche Stilkunst. Ein Lehrbuch deutscher Prosa. Es enthält nicht nur ein Panoptikum des guten und schlechten Stils, sondern Reiners stellt dem Leser auch Aufgaben, etwa zur Beschreibung von Gegenständen oder Rückübersetzungen aus dem Englischen ins Deutsche.    Aus der 30. Auflage (1922) von Eduard Engels gleichnamigem Buch übernahm Reiners die Struktur, lange wörtliche Passagen und zahlreiche Beispiele; er stellte sogar Engels persönliche Erlebnisse als eigene dar. Das Ausmaß dieser Übernahmen wird aus Reiners’ Quellenangabe nicht klar, die unter „Anmerkungen“ wörtlich lautet: „Einige Beispiele, namentlich für missglückte Sätze, sind nachstehenden Büchern entnommen.“ Es folgt eine Liste von 23 Werken, u. a. Engels Deutsche Stilkunst.
Stefan Stirnemann bezeichnete deshalb Reiners’ Buch als Plagiat und schrieb dazu:

„Reiners übernahm von Eduard Engel bewußt und nach Plan die Auffassung von Stil und Stillehre, die Begriffe und zahllose Beispiele aus schöner und Fachliteratur. Darüber hinaus stahl er ihm treffende Beobachtungen und kräftige Sätze und äffte recht eigentlich Engels Haltung nach: die überlegene Haltung des Kenners. […] Möglich war der Betrug nur im Dritten Reich. Einerseits waren Engels Schriften ohne Rechtsschutz, andererseits durfte Reiners annehmen, daß sie, in Fraktur gedruckt, umso schneller vergessen würden, da der ‚Führer‘ 1941 die Umstellung auf Antiqua verfügt hatte. Er konnte also zuversichtlich das erfolgreiche Buch Eduard Engels – das Wort drängt sich auf: arisieren.“

Der mit Reiners befreundete Dichter Eugen Roth empfahl Reiners’ Buch. Er lobte Reiners für seinen „Reichtum an Wissen“, für den „überlegene[n] Witz seines Vortrages“, für sein „ausgezeichnetes Buch“. Jedoch nannte er ihn auch einen „Feierabend- und Sonntagsschreiber“, dessen Stilkunst „aus mindestens so vielen eigenen wie fremden Quellen gespeist“ sei.
Der Spiegel widmete am 22. August 1956 Reiners seine Titelgeschichte, sein Foto war auf der Titelseite.

## Weitere Veröffentlichungen
In seiner Abhandlung Steht es in den Sternen? – Eine wissenschaftliche Untersuchung über Wahrheit und Irrtum der Astrologie von 1951 sammelte Reiners alles, was sich gegen Sinn und Wahrheit der Astrologie sagen lässt. Auf Ludwig Reiners geht wahrscheinlich auch der manchmal Rudolf Kippenhahn zugeschriebene Ausspruch „Die Sterne lügen nicht – sie schweigen!“ zurück.
In Europa gehen die Lichter aus ist eine Chronik der Fehler, die zum Ersten Weltkrieg und zur Niederlage der Mittelmächte und zur Auflösung des Deutschen Kaiserreiches führten.
Friedrich ist eine Biografie des preußischen Königs Friedrich II., die sein Leben von der Jugend bis zu seinem Tod darstellt.
Überdies schrieb Reiners eine Biografie Otto von Bismarcks, wobei er viele Originalzitate einarbeitete. Bevor Reiners starb, konnte er nur zwei Bände vollenden, Bismarcks Aufstieg 1815–64 (1956) und Bismarck gründet das Reich 1864–1871 (1957), so dass die Biografie unvollendet blieb.
Bekannt ist vor allem Reiners’ Anthologie Der ewige Brunnen, für die Reiners nach eigener Aussage die Gedichte ausgesucht hat, „die ein normaler Mensch gern liest“. Die Jubiläumsausgabe 2005 ist von Albert von Schirnding grundlegend überarbeitet worden, wobei ungefähr ein Viertel der enthaltenen Gedichte ausgetauscht wurden. Eine Neuausgabe erfolgte 2023 durch Dirk von Petersdorff, der etwa die Hälfte der Gedichte ersetzt und die Sammlung ins 21. Jahrhundert bis hin zu Element of Crime fortgeführt hat.

## Werke
- Die wirkliche Wirtschaft. 2 Bände. 1932/33.
- Fontane oder Die Kunst zu leben. 1939.
- Stilkunst. Ein Lehrbuch deutscher Prosa. 1943, verbesserte Neuauflage Beck, München 1951, ISBN 3-406-34985-4.
- Sorgenfibel oder: Über die Kunst, durch Einsicht und Übung seiner Sorgen Meister zu werden. Beck, München 1948 (Becksche Reihe) ISBN 3-406-32981-0.
- Fibel für Liebende – zugleich eine Anleitung, verheiratet und doch glücklich zu sein. 1950.
- Roman der Staatskunst. Leben und Leistung der Lords. C. H. Beck’sche Verlagsbuchhandlung, München 1951, ISBN 3-406-02128-X.
- Steht es in den Sternen? Eine wissenschaftliche Untersuchung über Wahrheit und Irrtum der Astrologie. 1951.
- Der sichere Weg zum guten Deutsch. Eine Stilfibel. C. H. Beck, München 1951 (von 1959 an erschienen unter dem Titel Stilfibel. Der sichere Weg zum guten Deutsch).
- Friedrich. C. H. Beck’sche Verlagsbuchhandlung, München 1952, ISBN 3-423-10599-2 (Werk zu Friedrich II. von Preußen, genannt der Große).
- Wir alle können besser leben. 1953.
- Fräulein, bitte zum Diktat. Paul List Verlag, München 1953, ISBN 3-471-60014-0.
- In Europa gehen die Lichter aus. Der Untergang des Wilhelminischen Reiches. dtv 1699, München 1981 (Erstausgabe: Beck, München 1954), ISBN 3-423-01699-X.
  - auf Englisch 1955 erschienen  (The lamps went out in Europe, Meridian Books)
- Der ewige Brunnen. Ein Volksbuch deutscher Dichtung. C. H. Beck’sche Verlagsbuchhandlung, München 1955, ISBN 978-3-406-53638-0 (Jubiläumsausgabe, aktualisiert u. erweitert v. Albert von Schirnding, München 2005[14]).
- Die Kunst der Rede und des Gesprächs. Paul List Verlag, München 1955, ISBN 3-7720-0221-8.
- Die Sache mit der Wirtschaft. Briefe eines Unternehmers an seinen Sohn. 1956, ISBN 3-471-60082-5.
- Wer hat das nur gesagt? 1956 (Zitatenlexikon).
- Bismarcks Aufstieg 1815–64. C.H. Beck, München 1956, ISBN 3-423-01573-X.
- Bismarck gründet das Reich, 1864–1871. C.H. Beck, München 1957, ISBN 3-423-01574-8.
- Verdienen wir zu wenig? 1957.
- Stilfibel. Der sichere Weg zum guten Deutsch. C. H. Beck, München 1959 (erstmals 1951 erschienen unter dem Titel Der sichere Weg zum guten Deutsch. Eine Stilfibel).